# Amateur Radio Lighthouse Society
Fondée en 2000 par Jim Weidner, K2JXW, l'Amateur Radio Lighthouse Society (ARLHS) se consacre aux communications maritimes, à la radio amateur, aux phares, et aux bateaux-phares. L'ARLHS compte plus de 1 665 membres à travers le monde en juillet 2009.

## World List of Lights(WLOL)
L'ARLHS maintient un catalogue de phares appelé « The World List of Lights » (« Liste mondiale des phares »). 
La WLOL répertorie tout phare qui est ou était une signalisation maritime. Les phares qui ne sont plus en fonction y sont qualifiés d'« historiques ». Avec plus de 15 000 entrées, la WLOL est l'un des catalogues de phares les plus complets.